# 何早
何早（1556年—1633年），號白夫，號舜如，一作在吾，南直隶安庆府懷寧縣人。明朝政治人物。

## 生平
萬曆三十四年（1606年）丙午科应天乡试举人，萬曆四十一年（1613年）登癸丑科進士，授浙江海盐县知县。鞫狱捕盗，具有吏才。四十三年浙江本省同考，四十六年行取，泰昌元年（1620年）十月擢南京河南道御史，疏参南京户部左侍郎区大伦、户部右侍郎魏说，俱削籍。天啓七年，巡视下江，漕运太监李明道督淮漕，建议民运，早条其不便，疏争之，被革职闲住。崇祯初，复原官。疏紏江西廵抚杨邦宪已经削籍，犹肆贪纵，下按臣勘，十二月被拾遺，免官听议。崇祯六年卒，年七十八。